# Killatron 2000
Killatron 2000 är The Almighty Trigger Happys debutalbum, utgivet under bandnamnet Trigger Happy 1994 av det kanadensiska skivbolaget Raw Energy. Skivan utgavs i Tyskland 1995 av Black Mark Production.

## Låtlista
1. "Arena Rock"
2. "Shevette"
3. "Meathook"
4. "Something Cool"
5. "Killapult"
6. "Buddha"
7. "Toffee"
8. "Revert 51"
9. "Lever"
10. "Ah Satan"
11. "Skram"
12. "Judas"
13. "Autocide"